# روبرت فوكي
روبرت فوكي (بالفرنسية: Robert Foquet)‏ (مواليد 6 مايو 1905) هو ملاكم فرنسي، مثّل بلاده في الألعاب الأولمبية الصيفية في دورتي 1924 و1928.

## روابط خارجية
روبرت فوكي على موقع أوليمبيديا (الإنجليزية)